# Ryszard Knosała
Ryszard Knosała (ur. 21 lutego 1907 w Żelaznej k. Opola, zm. 6 lutego 1945 w Dachau) – nauczyciel i działacz polski na Śląsku Opolskim oraz Warmii i Mazurach.
Nauki pobierał w Seminarium nauczycielskim w Tarnowskich Górach, które ukończył w roku 1927. Do czasu wybuchu II wojny światowej przebywał w Olsztynie, gdzie był kierownikiem szkoły polskiej. Był tam też komendantem Chorągwi Warmińsko-Mazurskiej ZHP im. Grunwaldu. Sprawował on swoją funkcję nieoficjalnie, gdyż będąc obywatelem polskim nie wolno mu było angażować się w działanie polskich organizacji. Komendantem oficjalnym był Leon Włodarczak.
Po wybuchu wojny, w dniu 3 września 1939 roku został aresztowany, następnie przetransportowano go do niemieckiego obozu koncentracyjnego w Prusach Wschodnich – Hohenbruch w pobliżu Królewca. Stamtąd został wywieziony do obozu w Działdowie, by po dwóch miesiącach głodówki trafić do obozu koncentracyjnego Dachau. W obozie tym pełnił funkcję tłumacza obozowego oraz został kierownikiem poczty obozowej. Szwagrem jego był ks. Józef Styp-Rekowski, który też był razem z nim w Dachau.
Zmarł w obozie 6 lutego 1945, rzekomo w wyniku epidemii tyfusu. Po wojnie w mieście Oranienburg jego imieniem nazwano jedną z ulic. W hali sądu powiatowego w Dachau znajduje się tablica poświęcona pamięci więźnia Dachau nr 3756 – Ryszarda Knosały.
Jego prochy złożono na cmentarzu komunalnym w Olsztynie (kwatera 4-1-1).
Uchwałą Prezydium Krajowej Rady Narodowej z dnia 29 maja 1946 „za wybitne zasługi w pracy narodowej, społecznej i kulturalno-oświatowej na Warmii i Mazurach” został pośmiertnie odznaczony Orderem Krzyża Grunwaldu III klasy.